# Adalbert Stifter Verein
Der Adalbert Stifter Verein (abgekürzt ASV) ist ein eingetragener Verein, dessen Geschäftsstelle als Kulturinstitut tätig ist. Er wurde am 5. Mai 1947 in München von deutschen Wissenschaftlern, Künstlern und Schriftstellern aus Prag und den Sudetengebieten gegründet, die nach 1945 ihre Heimat verlassen mussten, und wird seit 1952 nach § 96 BVFG institutionell gefördert.

## Aufgaben/Auftrag
Der Verein wurde ursprünglich gegründet, um die Vertriebenen aus dem Sudetenland kulturell zu fördern und zu betreuen. So wurde bei der Errichtung des Vereins betont: „Der Verein soll ein Sammelpunkt der kulturell wirksamen Kräfte des Sudetenlands sein.“
Zudem war es den Gründern Anliegen und Auftrag, an ihrem neuen Wirkungsort die Kultur ihres Herkunftslandes zu repräsentieren, zu pflegen und fortzuführen. Satzungsgemäß ist es auch heute Ziel des Vereins, „das kulturelle Erbe und die schöpferischen Kräfte der Deutschen aus Böhmen, Mähren und Schlesien zu sammeln, die wissenschaftliche und künstlerische Tradition der Sudetenländer als Teil der deutschen und europäischen Kultur weiterzutragen und insbesondere in den deutsch-tschechischen Kulturaustausch einzubringen“. In der Konzeption des Deutschen Bundestags vom Februar 2016 ist festgehalten: „Der Adalbert-Stifter-Verein ... vermittelt Geschichte und Kultur, vor allem die deutschsprachige Literatur Böhmens, Mährens und Sudetenschlesiens einschließlich ihrer Wechselwirkung mit der tschechischen Literatur, und fördert den deutsch-tschechischen Kulturaustausch.“
Zum fünfzigjährigen Bestehen des Vereins 1997 sandte Präsident Václav Havel ein Grußwort, in dem es u. a. heißt: „Liebe Freunde und Landsleute, ich danke Ihnen für alles, was Sie bisher zur Verständigung zwischen Deutschen und Tschechen getan haben, für Ihr Bestreben, gemeinsame Interessen zu suchen und an den Aufgaben für morgen mitzuarbeiten.“

## Geschichte (Namensgebung) und Tätigkeit
Der Verein erfüllte neben der schon 1946 gegründeten katholischen Ackermann-Gemeinde die Aufgabe, den sudetendeutschen Vertriebenen eine kulturelle und soziale Heimat zu vermitteln. Existenzielle Fragen des Weiterlebens nach der Vertreibung standen im Zentrum der ersten Jahre. Dem Gründungsvorstand gehörten Franz Haibach als erster Vorsitzender, Franz Longin, Walter Becher, Roman Herlinger, Eduard Klimesch und Erhard Trenkler an. Daneben wurden als nach dem Befreiungsgesetz als unbelastet eingestufte Bürgen Martha Krause, Richard Reitzner, Karl Schreiner, Pater Paulus Sladek und Walter Ziegler bestimmt.
Der Name des Vereins wurde gewählt, weil der im Böhmerwald gebürtige Adalbert Stifter exemplarisch für die kulturelle Verbundenheit zwischen Böhmen, Deutschland und Österreich steht. Die Beschäftigung mit Leben und Werk des Schriftstellers, Malers und Pädagogen bildet daher nicht den Hauptschwerpunkt der Aktivitäten des Vereins, gehörte jedoch von Anfang an auch zu seinen Tätigkeitsgebieten. Mit Beginn der staatlichen Förderung 1952 entwickelte sich die Arbeit des Vereins im Sinne eines Kulturinstitutes in Form von kulturgeschichtlichen Ausstellungen, literaturwissenschaftlicher und -geschichtlicher Forschung und der gezielten Förderung von Künstlern. Von Dezember 1952 bis 1985 lag die Geschäftsführung in den Händen der Kunsthistorikerin Johanna von Herzogenberg. Im Zentrum ihrer Tätigkeit stand die Kuratierung von Ausstellungen: neben Werkausstellungen vertriebener Künstler vor allem kulturhistorische Ausstellungen, etwa zu Karl IV. (1976), dem Heiligen Johannes von Nepomuk (1971 und 1993) oder dem Zeichner Emil Orlik (1963). Über die alljährlich stattfindenden Künstlertreffen in Regensburg von 1957 bis 1989 übernahmen die Oberbürgermeister von Regensburg die Schirmherrschaft und Förderung. Die Gründung der Ostdeutschen Galerie in Regensburg geht auf die Initiative von Johanna von Herzogenberg zurück, die mit den ersten hundert Blättern der Sammlung sudetendeutscher Graphik 1956 den Grundstock für die „Sudetendeutschen Galerie“ in der Kunsthalle am Stadtpark legte. 1970 erfolgte dann auf Initiative des Bundes, aller damaligen Bundesländer, der Stadt Regensburg sowie des Adalbert Stifter Vereins und der Künstlergilde Esslingen (jetzt KünstlerGilde e. V.) die Gründung der „Ostdeutschen Galerie“ (heute: Kunstforum Ostdeutsche Galerie), in der zunächst die Bestände des Adalbert Stifter Vereins und der Künstlergilde vereint wurden.
Seit 1986 und insbesondere mit der Öffnung des Eisernen Vorhanges 1989 verlagerte sich unter der Geschäftsführung von Peter Becher der Schwerpunkt der Vereinstätigkeit hin zu Literaturveranstaltungen und -forschung sowie zu deutsch-tschechischem Austausch und Begegnung. Die Ausstellung Drehscheibe Prag von 1989 über Emigranten und Flüchtlinge aus Deutschland in den Jahren 1933 bis 1939 stellte 1990 den Auftakt für künftige Zusammenarbeit mit Institutionen in Tschechien, damals Tschechoslowakei, dar. Veranstaltungsreihen wie Schriftsteller lesen an ihren Heimatorten, aber auch gesellschaftspolitische Veranstaltungen wie die Kolloquien Reden über die Mitte Europas trugen den veränderten politischen Gegebenheiten Rechnung. Die Ausstellung Praha – Prag 1900–1945. Literaturstadt zweier Sprachen, vieler Mittler von 2010 entstand in Zusammenarbeit mit Literaturwissenschaftlern aus Deutschland, Tschechien und Österreich.
Von 1994 bis 2016 verlieh der Verein zusammen mit anderen Organisationen den Kunstpreis zur deutsch-tschechischen Verständigung an Personen, die sich auf besondere Weise für die beiderseitige Annäherung von (Sudeten-)Deutschen und Tschechen engagierten.
Die Geschäftsstelle des in München ansässigen Vereins befand sich zunächst in der Wagmüllerstraße, ab 1949 in der Ludwigstraße, ab Sommer 1954 in der Triftstraße und ab Frühjahr 1966 am Thierschplatz. Im Juni 1985 bezog der Adalbert Stifter Verein sein Büro im neu errichteten Sudetendeutschen Haus in der Hochstraße 8 im Münchner Stadtteil Haidhausen.

## Vereinsstruktur
Der Verein zählt etwa 200 Mitglieder. Während in den ersten Jahren und Jahrzehnten vor allem sudetendeutsche Künstler und Wissenschaftler zu den Mitgliedern gehörten, die den Verein als Interessengemeinschaft verstanden, traten dem Verein in späteren Jahren zunehmend Personen bei, die selbst nicht aktiv mitwirkten, sondern sich aufgrund des Veranstaltungsprogramms für die Aktivitäten des Vereins interessierten. Die Mitgliedschaft steht grundsätzlich jedem offen, der sich den Zielen des Vereins verbunden fühlt.
Vorstandsvorsitzende:
- 1947 bis 1949: Franz Haibach
- 1949 bis 1951: Franz Anton Fürst von Thun und Hohenstein
- 1951 bis 1958: Ferdinand Graf Kinsky
- 1948 bis 1972: Christian Altgraf Salm
- 1973 bis 1979: Erich Bachmann
- 1979 bis 1982: Götz Fehr
- 1982 bis 2002: Otto Herbert Hajek
- 2002 bis 2005: Barbara von Wulffen
- 2005 bis 2006: Thomas Thun
- 2006 bis 2018: Ernst Erich Metzner
- seit 2019: Peter Becher

Geschäftsführung:
- 1948 bis 1949: Otto Zerlik
- 1949 bis 1951: Theodor Hutter
- 1951 bis 1952: Adolf Tosch
- 1952 bis 1985: Johanna von Herzogenberg
- 1986 bis 2018: Peter Becher
- seit 2019: Zuzana Jürgens

Der ASV wird in seiner Tätigkeit von einem Kuratorium beraten, dem Vertreter von Kulturinstitutionen in Deutschland, Tschechien und Österreich angehören, die jeweils für drei Jahre berufen werden.
Zu den Mitarbeitern der Geschäftsstelle gehörten zunächst nur sporadisch wissenschaftliche Kräfte. Im Jahr 1978 wurde eine feste wissenschaftliche Mitarbeiterstelle errichtet, 1992 eine zweite.
Ehrenmitglieder:
- Johanna von Herzogenberg
- Max Mannheimer
- Jan Trefulka
- Ludvík Václavek
- Barbara von Wulffen
- Angelus Waldstein-Wartenberg

Die Bundesrepublik Deutschland ist, vertreten durch die Beauftragte der Bundesregierung für Kultur und Medien, an dem Verein beteiligt und entsendet eine Person in die Mitgliederversammlung.

## Kulturreferat für die böhmischen Länder
Im Jahr 2002 wurde dem Adalbert Stifter Verein die neu geschaffene Stelle eines „Kulturreferenten für die böhmischen Länder“ zugeordnet, die seit 2021 die Bezeichnung „Kulturreferat für die böhmischen Länder“ führt. Dieses wird ebenfalls institutionell von dem bzw. der Beauftragten der Bundesregierung für Kultur und Medien gefördert und ist mit einem eigenen Budget ausgestattet. Es erarbeitet ein eigenes, mit der Tätigkeit des Adalbert Stifter Vereins abgestimmtes Veranstaltungsprogramm. Zentrales Anliegen seiner Tätigkeit ist die breitenwirksame und generationsübergreifende Vermittlung der Kultur und Geschichte der Deutschen aus den böhmischen Ländern (auch Sudetendeutsche genannt) im Geiste der Völkerverständigung und in Kooperation mit tschechischen Partnern. Ein weiteres Ziel seiner Arbeit besteht darin, Menschen außerhalb des Vertriebenenmilieus für dieses Kulturerbe zu interessieren.
Das Kulturreferat gehört zu einem Netzwerk von acht Kulturreferentinnen und -referenten, von denen jeder für bestimmte Regionen im östlichen Europa zuständig ist, in der traditionell Deutsche ansässig waren. Beim Kulturreferat können Zuschüsse für Maßnahmen der kulturellen Breitenarbeit auf Basis von § 96 BVFG beantragt werden.

## Aktuelle Tätigkeit des Adalbert Stifter Vereins und des Kulturreferats
Einzelveranstaltungen wie Vorträge, Lesungen, Podiumsdiskussionen und Konzerte wenden sich an ein breites Publikum, darunter die jährlich stattfindende Tagung Böhmerwaldseminar des Kulturreferats und die Böhmischen Salons des Adalbert Stifter Vereins. Die Ausstellungen beschäftigen sich mit den Wechselwirkungen zwischen beiden Sprachnationen der böhmischen Länder, z. B. In Böhmen und Mähren geboren – bei uns (un)bekannt? Zwölf ausgewählte Lebensbilder; Praha – Prag 1900–1945. Literaturstadt zweier Sprachen, vieler Mittler; Bedeutende Tschechen. Zwischen Sprache, Nation und Staat 1800–1945; Porträts aus Böhmen und Mähren und weitere. Zudem werden Bildungsreisen mit literarischem Schwerpunkt und Exkursionen für Studenten angeboten.
Zweites Standbein des Adalbert Stifter Vereins ist die Literaturforschung sowie wissenschaftliche Vorträge und Konferenzen. Online-Veranstaltungen sind seit 2020 auf einem eigenen YouTube-Kanal abrufbar.
Die Bibliothek des Vereins umfasst etwa 10.000 Bände und ist in die vom Collegium Carolinum betreute Wissenschaftliche Bibliothek im Sudetendeutschen Haus eingebunden.
Jährlich vergibt der Verein vier Förderstipendien an Personen, die sich mit der Kultur und Geschichte der Deutschen in den böhmischen Ländern und deren Wechselwirkungen mit der tschechischen Kultur und anderen Kulturen dieses Raumes beschäftigen.
Seit 2020 vergibt der ASV gemeinsam mit dem Prager Institut für Literaturforschung (Institut pro studium literatury) den Otokar-Fischer-Preis.

## Publikationen
Neben Ausstellungskatalogen und Konferenzbänden gibt der ASV seit 1987, in Anknüpfung an das von 1949 bis 1964 veröffentlichte Jahrbuch, jährlich das Stifter Jahrbuch Neue Folge heraus. Es enthält wissenschaftliche Beiträge und Rezensionen sowie den Jahresbericht des Vereins. Seit 2014 betreut der ASV die Vierteljahresschrift Sudetenland. Europäische Kulturzeitschrift, die seit 2019 halbjährlich erscheint. Unter den älteren Publikationen sind die insgesamt fünf Bände einer Reihe zu Romanik, Gotik, Barock, Renaissance und der Kunst des 19. Jahrhunderts in Böhmen zu nennen. 2017 erschien das Handbuch der deutschen Literatur Prags und der Böhmischen Länder.